# Ronny Martens
Ronny Martens (geb. 22. Dezember 1958 in Geraardsbergen) ist ein ehemaliger belgischer Fußballspieler.
Er spielte während seiner Karriere unter anderem für RSC Anderlecht, KSK Beveren, KAA Gent, KV Mechelen, und RWD Molenbeek. Er nahm an der Fußball-Europameisterschaft 1980 teil und gewann in der Saison 1984/85 den Titel des Torschützenkönigs der höchsten belgischen Spielklasse.